# تیجوانا بیر
تیجوانا بیر (انگلیسی: Tijuana Beer) شرکت نوشیدنی مکزیکی است، که در سال ۲۰۰۰ تأسیس شد.